# بازگشت شمشیرزن یک دست
بازگشت شمشیرزن یک دست (به انگلیسی Return of the One-Armed Swordsman) عنوان فیلمی رزمی به کارگردانی چانگ چه می‌باشد که در سال۱۹۶۹ میلادی در هنگ کنگ اکران عمومی شد. این فیلم دنباله فیلم شمشیرزن یک دست می‌باشد.

## داستان
فانگ گانگ (جیمی وانگ یو) از مبارزه دست شسته و در کنار همسرش زندگی آرامی را می‌گذراند اما …

## بازیگران
- جیمی وانگ یو در نقش فانگ گانگ (شمشیرزن یک دست)
- لیزا چیائو چیائو در نقش زیا من